# Castillo de Nuévalos
El castillo de Nuévalos es un castillo medieval que se encuentra situado en la localidad Zaragozana de Nuévalos.

## Reseña
La villa de Nuévalos perteneció desde su reconquista a la orden del Santo Sepulcro de Calatayud, a quién fue donada por Ramón Berenguer IV en 1156, siendo confirmada la donación con posterioridad. Consta que en 1328 estaba constituida como encomienda y que el comendador era Morlanes. Durante la Guerra de los Dos Pedros, resistió el ataque de las tropas castellanas de Pedro I en 1362 y no se rindió, a pesar de que la mayor parte de las guarniciones de la zona habían caído. Agradecido, En 1372, Pedro IV confirmó la posesión de la orden del Santo Sepulcro. Nuevamente en 1374 fue atacada por los castellanos que tampoco consiguieron tomar la villa.

## Descripción
Del castillo apenas quedan unos vestigios reconocibles en la torre de la iglesia parroquial de Nuévalos, que se alza en lo más alto del pueblo. La torre está situada a la altura de la cabecera de la iglesia pero alejada de ella y es de planta rectangular, construida con gruesos muros de mampostería.

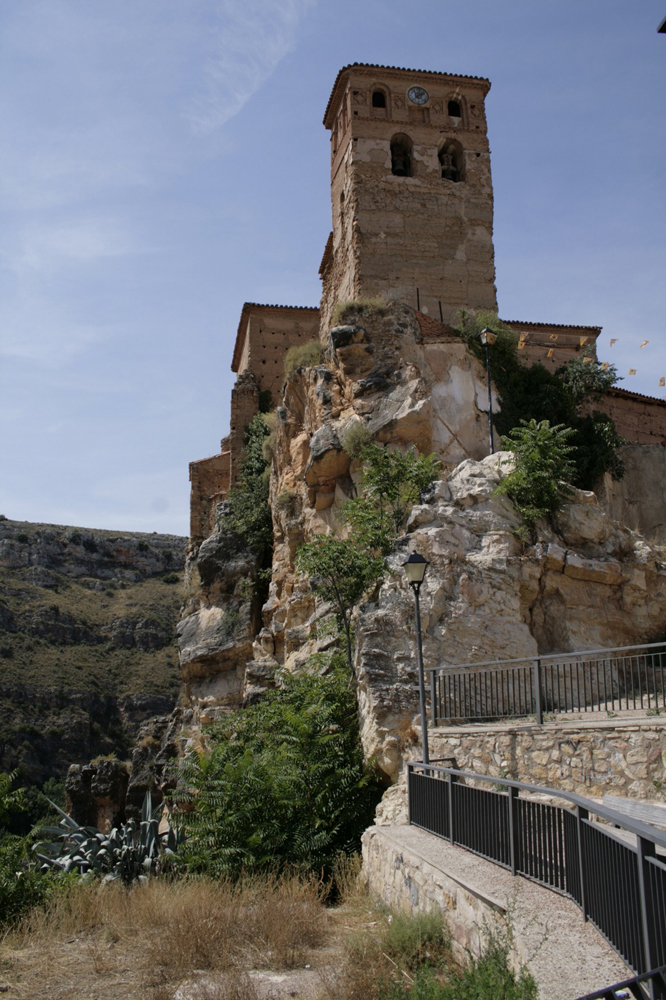
Torre

## Catalogación
Bajo la protección de la Declaración genérica del Decreto de 22 de abril de 1949, y la Ley 16/1985 sobre el Patrimonio Histórico Español.

## Enlaces
- Wikimedia Commons alberga una categoría multimedia sobre Castillo de Nuévalos.
- Castillo de Nuévalos en CastillosNet.

- Datos: Q30524167